# Johannes Riem
Johannes Karl Richard Riem (* 15. November 1868 in Kantreck; † 13. Dezember 1945 in Potsdam) war ein deutscher Astronom und populärwissenschaftlicher Autor.

## Leben
Johannes Riem wurde als Sohn eines Pfarrers 1868 in Kantreck in der Provinz Pommern geboren. Er besuchte erst das Gymnasium in Seehausen und dann das Fürst-Otto-Gymnasium (heute Gerhart-Hauptmann-Gymnasium) in Wernigerode, wo sein Vater eine Pfarrstelle erhalten hatte. Nach seinem Abitur im Jahre 1889 studierte Riem Astronomie erst an der Martin-Luther-Universität Halle-Wittenberg und danach an der Universität Straßburg. Dort promovierte er 1894 bei Ernst Becker über den Kometen C/1881 K1.
Nach seiner Promotion hatte Riem kurzzeitig an der Georg-August-Universität Göttingen vertretungsweise eine Assistentenstelle inne und wurde 1896 am Astronomischen Recheninstitut in Berlin wissenschaftlicher Hilfsarbeiter von Julius Bauschinger.
Riem heiratete im Jahre 1898. Der Ehe entstammten fünf Kinder. Im Jahre 1905 wurde er zum „Ständigen Mitarbeiter“ am Institut ernannt, was später als Observator bezeichnet wurde. 1913 wurde ihm der Titel „Professor“ verliehen. Im Jahre 1932 wurde Riem in den Ruhestand versetzt und zog nach Potsdam.
Riem war viele Jahre als populärwissenschaftlicher Redner und Autor tätig, wobei er die Astronomie mit umfassenderen weltanschaulichen Vorstellungen verband, so u. a. biblischen Narrativen.
Johannes Riem war ein erklärter Gegner der Relativitätstheorie, die er als „Phantasiegebilde“ und „naturwissenschaftliche Spekulation“ bezeichnete. Riem formulierte v. a. in Zeitschriften seine Kritik an der Relativitätstheorie, wobei er zur Erklärung der entsprechenden Phänomene u. a. auf den amerikanischen Ingenieur Arvid Reuterdahl verwies.

## Publikationen
- Über die Bahn des großen Kometen 1881 III [Tebbut], Dissertation, Universität Straßburg, Druckerei der Dr. Güntzschen Stiftung, Halle, 1895.
- Natur und Bibel in der Harmonie ihrer Offenbarungen. Ein Handbuch moderner Forschung, Hamburg, Agentur des rauhen Hauses, 1910.
- Das parallaktische Fernrohr, seine Aufstellung, Anwendung und seine Vorzüge, Rathenow, Emil Busch A. G., 1914.
- Illustrierte Himmelskunde. Eine populäre Astronomie nach dem heutigen Stande der Wissenschaft, Oestergaard, Berlin, 1911.
- Der gestirnte Himmel, Enßlin & Laiblin, 1922.
- Weltenwerden. Eine Kosmogonie, Agentur des rauhen Hauses, Hamburg, 1925.
- Die Sintflut in Sage und Wissenschaft, Agentur des rauhen Hauses, Hamburg, 1925
- Anleitung zum Gebrauch der Columbus-Erdgloben, Columbus Verlag, Berlin, 1928.
- Erdball und Weltall. Eine Einführung in die Erscheinungen der unbelebten Natur, zus. m. Arnold Schwassmann u. Oskar Prochnow, Hugo Bermühler Verlag, 1928.